# Svilengrad (huyện)
Svilengrad là một huyện thuộc tỉnh Haskovo, Bungaria. Dân số thời điểm năm 2001 là 25375 người.